# House of the Rising Sun (álbum)
House of the Rising Sun es el décimo álbum de estudio de la cantante estadounidense Jody Miller. Fue publicado en enero de 1974 por el sello discográfico Epic Records.

## Recepción de la crítica
Un escritor no especificado de la revista Cash Box declaró: “El pulido y la belleza vocal que Jody es capaz de darle a sus obras maestras vocales hace que cualquier cosa que la bella joven toca sea un éxito instantáneo”. Un escritor no especificado de la revista Billboard calificó House of the Rising Sun como “un álbum realmente sobresaliente y no tiene un corte débil”.

## Lista de canciones
| Lado uno |                               |                                         |          |  |
| N.º      | Título                        | Escritor(es)                            | Duración |  |
| 1.       | «The House of the Rising Sun» | Alan Price                              | 3:16     |  |
| 2.       | «Lovin' Arms»                 | Tom Jans                                | 2:26     |  |
| 3.       | «Natural Woman»               | Gerry Goffin Carole King                | 3:22     |  |
| 4.       | «Let Me Be There»             | John Rostill                            | 2:51     |  |
| 5.       | «Reflections»                 | Nance B. Johnston Red Lane Royce Porter | 3:00     |  |

| Lado dos |                             |                              |          |  |
| N.º      | Título                      | Escritor(es)                 | Duración |  |
| 1.       | «Long, Long Time»           | Gary White                   | 3:06     |  |
| 2.       | «Let It Shine»              | Linda Hargrove               | 2:22     |  |
| 3.       | «All I Want Is You»         | Larry Butler                 | 2:20     |  |
| 4.       | «Lucky Chicago»             | Larry Keith Molly Ann Leikin | 2:40     |  |
| 5.       | «Another Night of Love»     | Spooner Oldham Freddy Weller | 2:25     |  |
| 6.       | «Smile, Somebody Loves You» | Tony Austin                  | 2:28     |  |

## Créditos y personal
Créditos adaptados desde las notas de álbum de House of the Rising Sun.
- Bill Barnes – diseño de portada
- Lou Bradley – ingeniero de audio
- Al Clayton – fotografía de portada
- The Jordanaires – coros
- Slick Lawson – fotografía de contraportada
- Bill McElhiney – arreglos
- Cam Mullins – arreglos
- The Nashville Edition – coros
- Peggy Owens – diseño de portada
- Ron Reynolds – ingeniero de audio
- Billy Sherrill – productor

## Posicionamiento
| Gráfica (1974)                                    | Pico de posición |
| ------------------------------------------------- | ---------------- |
| Estados Unidos (Billboard Hot Country LPs)        | 30               |
| Estados Unidos (Cash Box Top Country Albums)      | 16               |
| Estados Unidos (Record World Country Album Chart) | 29               |